# Guglielmo V di Mâcon
Guglielmo di Borgogna o di Mâcon, Guillaume in francese, Guillem in catalano e Willermus in latino (seconda metà del XII secolo – 1224), fu Conte di Mâcon e di Vienne dal 1184 fino alla sua morte.

## Origine
Secondo la Chronica Albrici Monachi Trium Fontium Guglielmo era figlio del Conte di Mâcon e di Vienne e signore di Salins, Gerardo I e della moglie, Mauretta di Salins, figlia di Gaucher III, signore di Salins e della moglie, come conferma la Chronica Albrici Monachi Trium Fontium.

Sia secondo il Recueil des chartes de l'abbaye de Cluny. Tome 5, che secondo la Chronica Albrici Monachi Trium Fontium Gerardo I di Mâcon era il figlio secondogenito del conte d'Auxonne,  conte di Vienne, Conte di Mâcon e anche reggente della Franca Contea di Borgogna, Guglielmo IV di Borgogna e della moglie, Ponzia o Alice di Traves, figlia, secondo la Histoire généalogique des sires de Salins au comté de Bourgogne, del signore di Traves, Tebaldo (1064 - 1122).

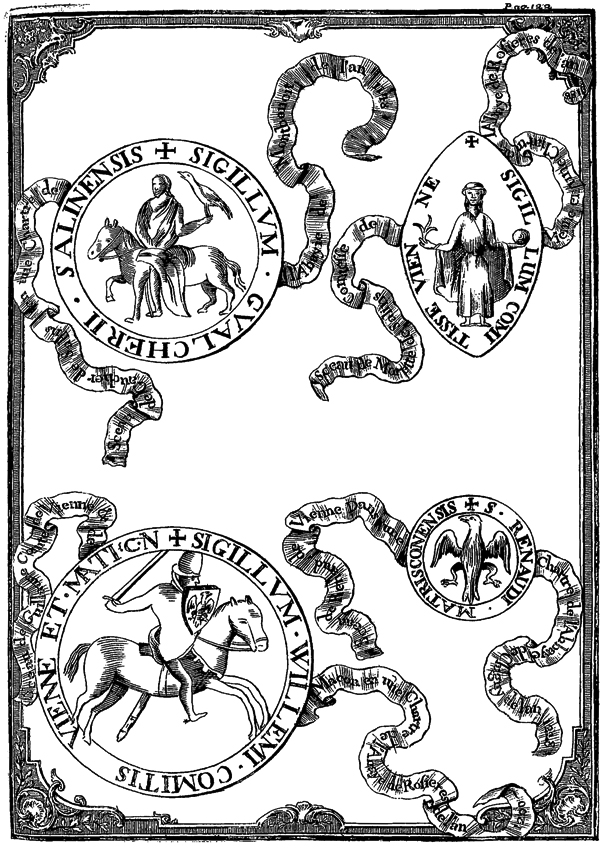
Sigilli di Gaucher III, di Mauretta di Salins, di Guglielmo e di Rinaldo

## Biografia
Verso il 1174, dopo la morte del prozio, Umberto IV di Salins, sua madre, Mauretta era divenuta erede della signoria di Salins.
Nel 1175, suo nonno, Gaucher III morì e i suoi genitori, Gerardo e Mauretta divennero signori di Salins, come conferma la Histoire généalogique des sires de Salins au comté de Bourgogne: Gerardo e Mauretta (Girardus comes Viennæ et Matisconensis et Maura comitissa et domina Salinensis), nel 1175, fecero una donazione in suffragio dell'anima del suocero, Gaucher III (pro anima domini Gualcherii Salinensis).
La prima citazione di Guglielmo si ha nel documento nº 4279 del Recueil des chartes de l'abbaye de Cluny. Tome 5, datato 1180, inerente all'accordo intercorso tra la chiesa di Mâcon e suo padre, Gerardo I (comitem Gerardum Matisconensem), alla presenza di Guglielmo e del fratello Gaucher (Willelmus et Gaucherius filii sui).
Suo padre, Gerardo I, morì nel 1184; il necrologio di Besançon Saint-Etienne riporta che morì il 15 settembre (XVI Kal Oct obiit Gerardus Viennensis comes) e gli succedettero Guglielmo, come Guglielmo V Conte di Mâcon e di Vienne (Willermus eius filius) e Gaucher signore di Salins (Gualcherius dominus Salinensis eiusdem comitis filius), come riportato dalla Histoire généalogique des sires de Salins au comté de Bourgogne.
Nel 1189, Guglielmo (domino Guillelmo fratre meo) fu testimone di una donazione fatta dal fratello, Gaucher, con la propria moglie, Matilde (Dominum Gaucherium de Borbonio, dominamque Matildem uxorem meam), all'abbazia di Cluny, come da documento nº 4337 del Recueil des chartes de l'abbaye de Cluny. Tome 5. 

In quello stesso anno, Guglielmo V, secondo la Histoire de Mâcon du IXème au XIIIème, si recò alla corte imperiale di Basilea, presso il nuovo imperatore, Enrico VI.
Nel 1190, il re di Francia, Filippo Augusto, in partenza per la terza crociata, attraversa la contea di Macon, rinforzando l'autorità di Guglielmo.
Suo fratello, Gaucher IV partecipò alla crociata, distinguendosi a San Giovanni d'Acri.
Nel 1193, Guglielmo fu testimone del litigio che oppose il duca di Borgogna al conte di Borgogna, per l'omaggio che il conte doveva rendere al duca, per i suoi domini nel Mâconnais. L’imperatore, Enrico VI, arbitro del giudizio, diede ragione al duca. Guglielmo V firmò l’atto in qualità di testimone.
Guglielmo fu a fianco del cugino, Stefano III di Auxonne nella sua lotta con il Conte di Borgogna, Ottone I, per la città di Auxonne, e poi contro il conte Ottone II di Borgogna tra il 1208 ed il 1211.
Nel 1217, Guglielmo (Willermus, Wiennensis et Matisconensis comes), secondo il documento nº 4508 del Recueil des chartes de l'abbaye de Cluny. Tome 6, confermò l'accordo stipulato, nel 1180, tra suo padre, Gerardo I (Girardum comitem Matisconensem…patris mei) e l'abbazia di Cluny (ecclesiam Cluniacensem).
Tra il 1217 ed il 1218, Guglielmo rientrò in possesso di alcuni territori che suo padre, Gerardo I, aveva dovuto cedere all'imperatore.
Guglielmo morì nel 1224, e fu sepolto nella Galilea della Chiesa abbaziale di San Filiberto, a Tournus; gli succedette il figlio, Gerardo, che morì nello stesso anno o l'anno dopo, come conferma la Chronica Albrici Monachi Trium Fontium.

## Matrimoni e discendenza
Guglielmo aveva sposato, in prime nozze, Ponzia di Beaujeu, figlia di Umberto III di Beaujeu (ca 1120 - 1174) e di Alice di Savoia (1120 circa - 1174), come conferma la Chronica Albrici Monachi Trium Fontium (pater autem dicti Wichardi senior Humbertus fuit nepos ex sorore comitis Sabaudie).

Guglielmo da Ponzia non aveva avuto discendenza.
Guglielmo aveva sposato, in seconde nozze, Scolastica di Champagne, figlia del Conte di Champagne (conte di Troyes e conte di Meaux) e di Brie, Enrico I il Liberale (1126 - 1181) e di Maria di Francia, come conferma la Chronica Albrici Monachi Trium Fontium.

Guglielmo da Scolastica ebbe quattro figli:
1. Gerardo, Conte di Mâcon e di Vienne[10],
2. Guglielmo, Conte di Vienne
3. Enrico, Conte di Vienne
4. Beatrice, Contessa di Vienne.

### Fonti primarie
- (LA)  Histoire générale et particulière de Bourgogne. Tome 1.
- (LA)  Recueil des chartes de l'abbaye de Cluny. Tome 5.
- (LA)  Recueil des chartes de l'abbaye de Cluny. Tome 6.
- (LA)  Obituaires de la province de Sens. Tome 1 / Tome 1 / Partie 1.
- (LA)  Monumenta Germaniae Historica, Scriptores, tomus XXIII.
- (LA)  (FR)  Lettre touchant Béatrix comtesse de Chalon.
- (LA)  (FR)  Histoire généalogique des sires de Salins au comté de Bourgogne.
- (LA)  Biblioteca Sebusiana.

### Letteratura storiografica
- Austin Lane Poole, "Federico Barbarossa e la Germania", cap. XXIII, vol. IV (La riforma della chiesa e la lotta fra papi e imperatori) della Storia del Mondo Medievale, 1999, pp. 823–858.
- (FR)  Histoire de Mâcon du IXème au XIIIème.